# 443 î.Hr.
Anul 443 î. Hr. a fost un an anterior introducerii calendarului iulian. La acel moment mai era cunoscut și ca Anul Consulatului lui Macerinus și Barbatus (sau, mai rar, anul 311 Ab Urbe condita). Numerotarea acestui an ca 443 î.Hr. a fost folosită încă din perioada medievală, când era medievală Era Noastră a devenit metoda principală de numerotare a anilor în Europa.

## Evenimente

### După loc

#### Republica Romană
- Niciun consul nu este ales în Roma. În schimb, sunt aleși tribunii militari cu puteri consulare. În timp ce doar patricienii puteau fi aleși consuli, unii tribuni militari erau plebei. Aceste poziții aveau responsabilitate asupra censusului, o funcție vitală în administrația financiară a Romei. Pentru a îi opri pe plebei să capete putere asupra censusului, patricienii le iau consulilor și tribunilor abilitatea de a accesa censusul, dându-le acest drept unor magistrați, numiți censores. Cei doi magistrați urmau să fie selectați exclusiv din rândul patricienilor romani.

#### Italia

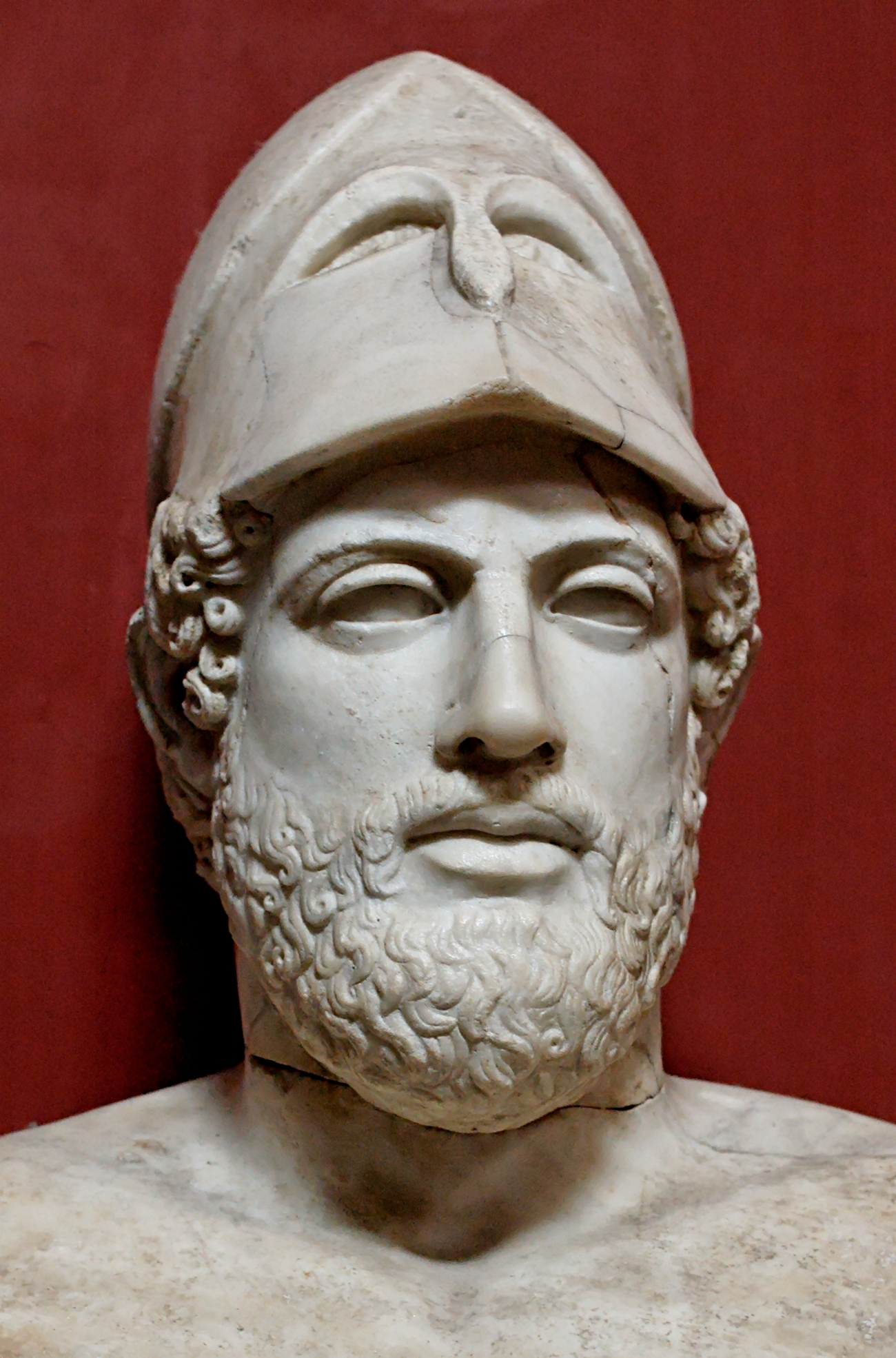
Pericle

- Pericle înființează colonia Thurii, nu departe de fostul oraș Sybaris, în sudul Peninsulei Italice. Printre coloniștii de acolo se numărau Herodot și Lysias.

## Decese
- Ducele Ligong din Qin, al 22-lea conducător al Dinastiei Zhou (n. ?)
- Pindar, poet grec (n. 522 î.Hr.)